# أزمة المذكرة

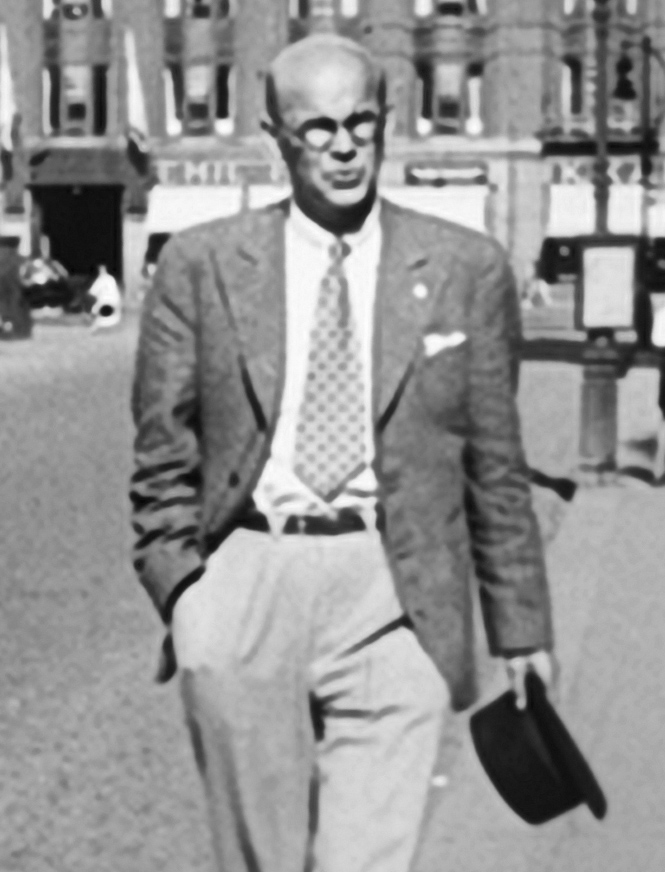

أزمة المذكرة (بالفنلندية: Noottikriisi)، أزمة سياسية في علاقات فنلندا الخارجية في عام 1961. أرسل الاتحاد السوفياتي مذكرة دبلوماسية في 30 أكتوبر 1960، تنبه إلى بند في المعاهدة الفنلندية السوفيتية لعام 1948 يشير إلى التهديد بالحرب.
يعتقد الرأي الأكثر شيوعاً أن الدافع كان رغبة الاتحاد السوفياتي في ضمان إعادة انتخاب أورهو ككونن رئيساً. بعد أن سحب أولافي هونكا ترشيحه، أعيد انتخاب ككونن بأغلبية ساحقة من 199 صوتاً من أصل 300 صوت في اقتراع المجمع الانتخابي في الانتخابات الرئاسية سنة 1962.